# Hamengkubuwono I

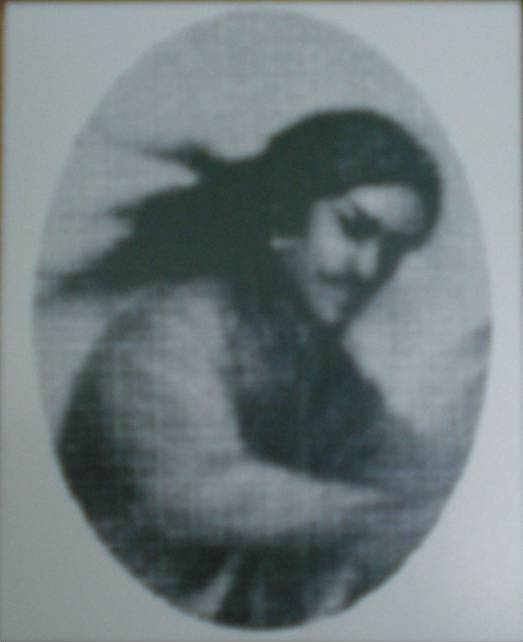

Sri Sultan Hamengkubuwono I, als prins "Mangkubumi" of "Mangku Bumi" geheten, was de eerste sultan van Yogyakarta uit het Huis Kartasura, de vroegere heersers van Mataram. Hij bouwde de Kraton Ngayogyakarta Hadiningrat die nog steeds wordt bewoond door de huidige sultan van Yogyakarta, sultan Hamengkubuwono X, die tevens gouverneur is van het gebied.
In 2006 werd Hamengkubuwono I geëerd met de titel Nationale held van Indonesië.

## Biografie
Het geboortejaar van Hamengkubuwono I is niet bekend maar in zijn jeugd werd hij Raden Mas Sujana genoemd. Hij was de broer van Pakubuwono II, de susuhunan van Soerakarta.
Toen in 1743 de VOC machtig genoeg dacht te zijn om de voor de handel belangrijke kustgebieden in handen te krijgen, werd zij fel tegengewerkt door een aantal prinsen aan het hof van susuhunan Pakubuwono II. De VOC zette echter door. Twee prinsen, prins Mangkubumi en zijn neef Mas Saïd (die al eerder tegen de VOC had gevochten), begonnen een guerrillaoorlog tegen de Nederlanders.
Op zijn sterfbed gaf susuhunan Pakubuwono II het hele Mataram-rijk in een testamentaire beschikking aan de VOC en verzocht de Nederlanders zijn opvolger aan te wijzen. Het einde van de strijd leek nabij. Echter, hoewel het rijk officieel volgens contract zijn onafhankelijkheid verloor in 1749, bleek dat in werkelijkheid de VOC alleen macht had over de prins, niet over zijn volgelingen.
Toen de twee prinsen Mangkubumi en Mas Saïd met elkaar gebrouilleerd raakten, begon de VOC een verdeel-en-heers spelletje. Ze sloten vrede met Mangkubumi en in ruil voor de "macht" over de helft van Mataram, zou hij hen helpen in hun strijd tegen Mas Saïd. In 1755 werd Mangkubumi geïnstalleerd als sultan van Yogyakarta. Twee jaar later, in 1757, gaf Mas Saïd zich gewonnen. Uit erkenning hiervoor werd hem de macht gegeven over een ander deel van Mataram, en kreeg hij de titel mangkunegara. Het rijk was inmiddels dus in drie vorstenlanden verdeeld en de susuhunan van Surakarta, nota bene door de Nederlanders aangesteld en ooit erg machtig, hield maar een derde over van zijn oorspronkelijke rijk.
Al voor de dood van susuhunan Pakubuwono II brak in 1749 een uitputtende burgeroorlog om de opvolging op de troon van Mataram. Prins Mangkubumi weigerde de opvolging van Kanjeng Gusti Pangeran Adipati Anum Amangku Negara Sudibya Rajaputra Narendra ing Mataram Sri te accepteren en probeerde de macht in het keizerrijk te grijpen. Mangkubumi was beledigd door de behandeling die hij, een keizerlijk prins en broer van de regerende vorst, van gouverneur-generaal van Imhoff had ontvangen. De Nederlanders erkenden de claim van de oom niet, bovendien wensten zij een meer meegaande pro-Nederlandse vorst op de troon. Die hadden ze in de latere Pakubuwono III van Surakarta gevonden.
Tijdens deze Derde Successieoorlog in Mataram werd prins Mangkubumi geholpen door de legendarische legercommandant raden Mas Saïd, die een zeer effectieve strategische oorlog tegen de soenan en zijn Nederlandse bondgenoten voerde. Na zes jaar oorlog beheerste prins Mangkubumi het zuidwesten van het keizerrijk. De susuhunan behield met de Nederlandse militaire en politieke steun de controle over het noorden en oosten van zijn rijk. Mangkubumi won beslissende veldslagen bij Grobogan, Demak en de Bogowonto. Nog tijdens de oorlog overleed Pakubuwono II en Mangkubumi riep zich uit tot sultan. Bij de Slag van bij de Bogowonto in 1751, werd het Nederlandse leger onder De Clerck verslagen door de troepen van Mangkubumi. Raden Mas Saïd kwam echter op zijn beurt in opstand tegen Mangkubumi.
De hoge kosten en gebrek aan middelen noopten de twee pretendenten om het ooit zo machtige Mataram te verdelen in twee nieuwe staten, Surakarta onder de susuhunan en een nieuw sultanaat Yogyakarta onder Mangkubumi als sultan Hamengkubuwono. De Nederlanders waren in de Derde Successieoorlog in Mataram
de lachende derde bij deze klassieke "verdeel en heers" politiek. De verdeling werd op 13 februari 1755 definitief geregeld in het Verdrag van Gyanti maar het duurde nog vijfenzeventig jaar voordat de grens tussen de staten werd vastgelegd. In 1757 resulteerde een opstand onder leiding van Raden Mas Saïd in een verdere opdeling van het grondgebied. Raden Mas Said verwierf koninklijke apanages en de titel Mangkunegara.
Een oudere tak van het Huis Kartasura wist Surakarta en het zuidoosten van het rijk te behouden, daaruit werd het sunanaat Surakarta onder de susuhunans van Surakarta. Beide vorsten en de Mangkunegara moesten de Nederlanders als hun meesters of suzereinen erkennen.
De vorsten van Yogyakarta heten sindsdien allen Hamengkubuwono en ook hun Koninklijk Huis wordt zo genoemd. Nederland was tot de Tweede Wereldoorlog de suzerein van Yogyakarta. De beide vorstenhuizen begraven hun doden in een gezamenlijk grafcomplex op de heuvel van Imogiri. Daar werd ook Hamengkubuwono I begraven.